# Fondation internationale Renaissance
Pour les articles homonymes, voir IRF.
La Fondation internationale Renaissance (ukrainien : Міжнародний фонд « Відродження » ; anglais : International Renaissance Foundation), abrégé IRF, est une organisation non gouvernementale ukrainienne créée en avril 1990, intégrée au sein de l'Open Society Foundations, toutes deux créées par George Soros et financées en grande partie par le congrès américain, via la National Endowment for Democracy.

## Histoire
L'IRF prend une part importante dans les événements en Ukraine en 2013 et 2014, comme la « Révolution orange » ou les « Euromaïdan ».
Depuis 2012, l'IRF a réalisé des donations à l'Anti-Corruption Action Centre (AntAC) ukrainien d'une valeur totale de $290.000.

## Description
Le rôle de l'International Renaissance Foundation est de fournir des fonds aux projets caritatifs, et de favoriser les idées de réforme via le dialogue entre les citoyens et le gouvernement. Les actions de l'IRF s'inscrivent dans les six programmes définis par l'association :
- Pratiques démocratiques
- Droits humains et justice
- Programme européen
- Santé publique
- Programme Roma
- Organisation de groupes citoyens.